# IC 4833
IC 4833 — галактика типу P (особлива галактика) у сузір'ї Павич.
Цей об'єкт міститься в оригінальній редакції індексного каталогу.